# Oxiren
Oxiren je tříčlenný heterocyklus obsahující nenasycený tříčlenný kruh s dvěma atomy uhlíku a jedním atomem kyslíku. Byl syntetizován za nízké teploty a detekován při sublimaci pomocí izomerově selektivní fotoionizační reflektronové hmotnostní spektrometrie doby letu.
Kvantově chemickými výpočty bylo zjištěno, že molekula má velmi silné kruhové napětí a obsahuje antiaromatický systém 4 π elektronů, v důsledku čehož je její energie značně vysoká.
Substituované oxireny mohou být meziprodukty karbonylkarbenových přesmykových reakcí pozorovaných při Wolffových přesmycích.
Oxireny jsou také pravděpodobně meziprodukty ozonolýz alkynů.